# Петру, Мария
Мария Петру (англ. Maria Petrou, греч. Μαρία Πέτρου; 17 мая 1953, Салоники — 15 октября 2012, там же) — греческая и британская учёная, специалист по искусственному интеллекту и машинному зрению. Автор инновационных техник распознавания изображений, серии научных статей. Преподаватель Суррейского университета и Имперского колледжа Лондона.

## Ранние годы
Уроженка Салоник. Увлекалась наукой с детства, с 15 лет начала заниматься репетиторством по математике и естественным наукам. Окончила школу в Салониках и Салоникийский университет, факультет физики, позже училась в Кембридже и изучала там математику и астрономию. В 1983 году начала работать помощником постдокторских исследований на кафедре теоретической физики Оксфордского университета.

## Исследования ИИ
В 1980-е годы Петру занялась исследованием искусственного интеллекта, в том числе и машинного зрения. В 1988 году она начала работу на кафедре электротехники и электроники Суррейского университета, получив в 1998 году звание профессора анализа изображений. Занимала пост заведующей кафедры обработки сигналов Имперского колледжа Лондона и директора Института информатики и телематики Центра исследований и технологий Греции с 2009 года до своей смерти. Член Королевской инженерной академии наук Великобритании, автор нескольких книг и множества статей в научных журналах.
За свою карьеру Петру предложила большое количество важнейших техник распознавания изображений, в том числе анализ текстур, сравнение изображений и 3D-измерение. Вместе с Александром Кадыровым они стали соавторами метода преобразования отслеживания — метода представления изображения, обеспечивающего работу более эффективной системы распознавания лиц. Основанные на работах Петур технологии широко применяются в коммерческой деятельности, медицине и экологических съёмках. Также Петру была карикатуристом-любителем. 
Однажды она предложила коллегам сконструировать робота, который может утюжить одежду: позже это привело к созданию всеевропейского проекта в области робототехники.
Скончалась в октябре 2012 года от рака.

## Личная жизнь
Была замужем за астрономом Филом Палмером, в браке родился сын. Позже развелась. 